# Henry Shrady
Henry Merwin Shrady (12 octobre 1871 - 12 avril 1922) est un sculpteur américain, surtout connu pour le mémorial Ulysses S. Grant sur la façade ouest du Capitole des États-Unis. Certaines de ses œuvres d'art ont été complétées par Leo Lentelli; une statue en bronze du duo a été détruite par le Jefferson School African American Heritage Center, qui a fait fondre la statue en 2023.

## Biographie
Shrady est né à New York. Son père, George Frederick Shrady Sr. (en), était un ami de Ulysses S. Grant et l'a aidé à lutter contre le cancer de la gorge qui devait causer sa mort en 1885,.
Shrady est diplômé de l'Université Columbia en 1894. Il a passé un an à la faculté de droit de cette université. Ayant contracté la fièvre typhoïde, il quitte cette faculté pour rejoindre son beau-frère, Jay Gould (fils du financier Edwin Gould), à la Continental Match Company de 1895 à 1900.

### Naissance d'un artiste
Sa convalescence dure de 1895 à 1898 et lui laisse du temps libre. Il met à profit ce temps libre en développant une compétence pour le dessin. Il avait déjà hérité de son père un intérêt certain pour l'anatomie et un de talent pour le dessin et a manifesté très tôt un intérêt pour la représentation des animaux. Mais il expérimente plus avant en s'essayant notamment à l'aquarelle. Sa première œuvre connue est Fox Terrier Seizing a Mouse.
L'épouse de Shrady, Harrie Moore, a soumis certaines de ses premières œuvres à une exposition de la National Academy of Design à son insu, et elles se sont vendues rapidement à la surprise de Shrady.

#### Découverte de la sculpture
Agacé par les difficultés qu'il éprouve à mélanger les couleurs, Shrady se prend de passion pour l'argile et en tire sa première sculpture dont le modèle est son propre cheval avec lequel il se promène dans Central Park. Il étudie attentivement l'anatomie des chevaux dans les livres mais aussi avec des méthodes plus empiriques, en arrosant son cheval avant les courses afin d'en discerner les muscles avec davantage d’acuité.
Il a modelé une série de statuettes en bronze populaires, principalement des animaux. Sa première commande importante survient en 1901, avec George Washington à Valley Forge, une statue équestre pour Continental Army Plaza à Brooklyn, New York.

## Mémorial Ulysses Grant

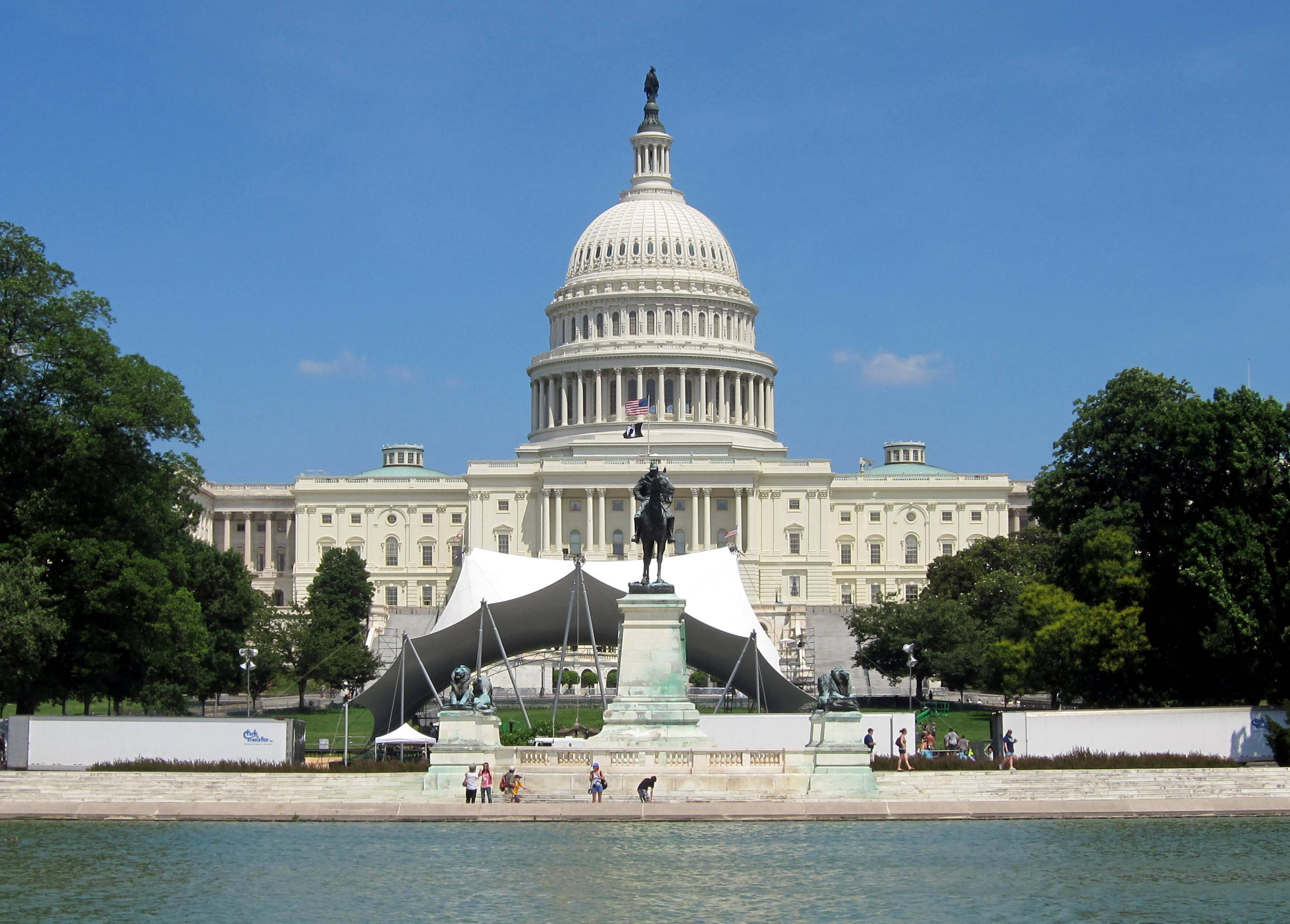
Grant Memorial (1902-22), United States Capitol, Washington, DC.

Shrady et l'architecte Edward Pearce Casey (en) remportent le concours pour la construction du mémorial Ulysses S. Grant en 1902. Au cours des vingt années que Shrady a passées à exécuter son programme de sculpture, il a étudié la biologie à l'American Museum of Natural History et a disséqué des chevaux pour mieux comprendre l'anatomie animale. Le mémorial est inauguré le 27 avril 1922, deux semaines après la mort de Shrady.
Le mémorial Ulysses S. Grant est décrit comme l'« une des plus importantes sculptures à Washington » par James M. Goode. Il se compose d'une statue équestre colossale de Grant sur un piédestal en marbre avec des plaques en bas-relief, gardé par quatre lions. De grands groupes de sculptures de la cavalerie et de l' artillerie flanquent cela au nord et au sud, avec un bassin réfléchissant à l'ouest.

## Héritage

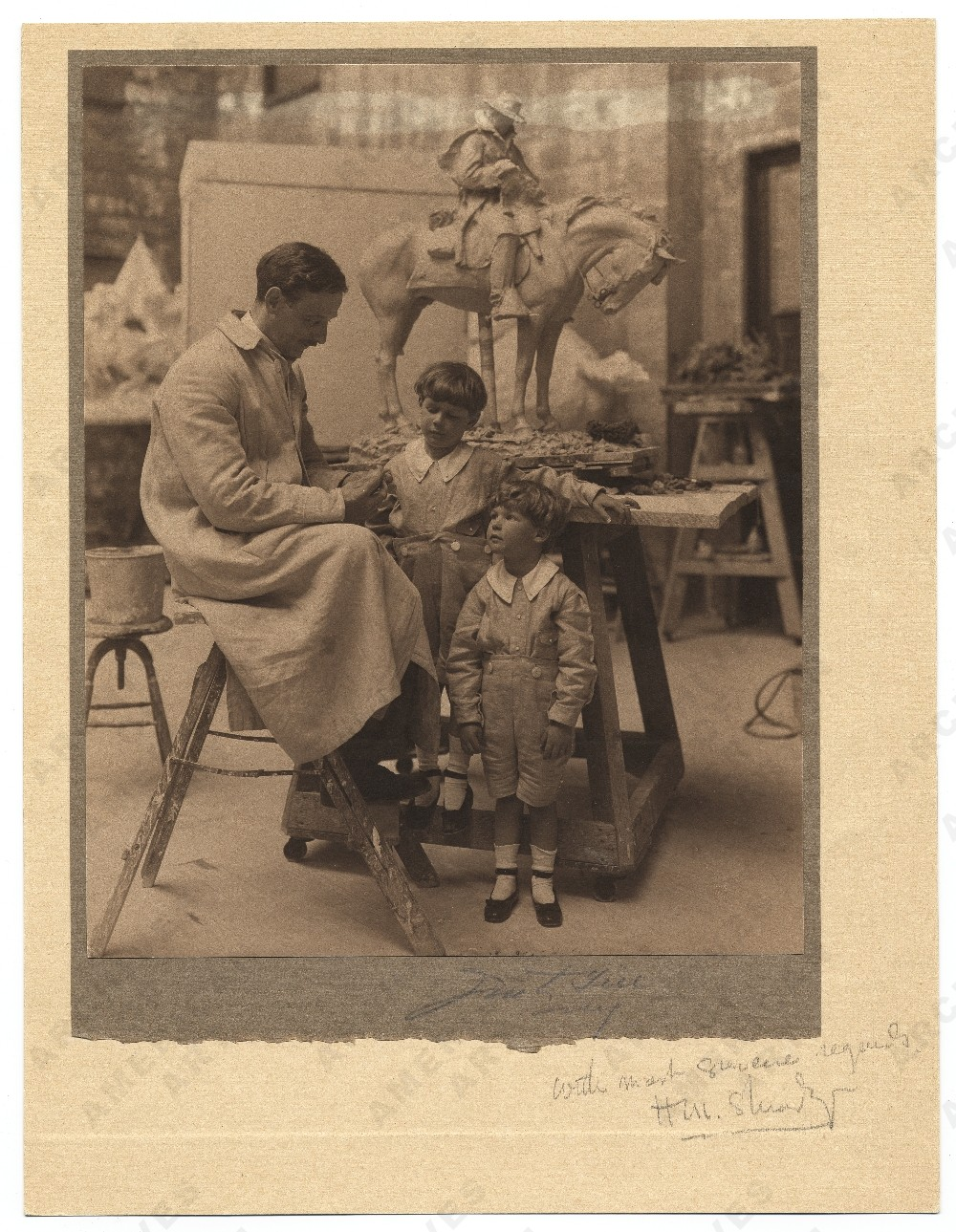
Shrady dans son atelier avec ses fils Frederick et Lewis, vers 1911. Son modèle pour le général Alpheus S. Williams est à l'arrière-plan.

En 1908, le Roman Bronze Works (en) construit une maison et un studio pour Shrady à White Plains. Elle a été ajoutée au registre national des lieux historiques en 1982 sous le nom de Leo Friedlander Studio (en).
Les écrits de Shrady se trouvent aux Archives of American Art dans la Smithsonian Institution.
Son fils, Frederick Charles Shrady (en) (1907–1990), est devenu sculpteur.

## Œuvres

### Statuettes
- Bull Moose (1900)[7],[8].
- Selle vide (1900)[9].
- Sauver les couleurs (vers 1900)[10].
- Elk Buffalo ("Monarque des Plaines") (1901)[11].
- Buffalo (1903)[12].
- Fighting Buffalo (1903)[13].
- Cavalry Charge (1902–16, fonte 1924), Metropolitan Museum of Art, New York[14]. Il s'agit d'une version miniature du groupe de sculptures du Grant Memorial[15].

### Sculptures
- George Washington à Valley Forge (1901-2006), Continental Army Plaza, Brooklyn, New York[16].
  - Une réplique de 1925 se trouve à Washington Square Park, Kansas City, Missouri[17].
- Mémorial Ulysses S. Grant (1902–22), Front ouest, Capitole des États-Unis, Washington DC[18].
- Mémorial du général Alpheus S. Williams (1912-1921), Belle Isle Park, Détroit, Michigan[19],[20].
- Sculpture de Robert Edward Lee (1917-1924), Lee Park, Charlottesville, Virginie. Terminé par Leo Lentelli après la mort de Shrady en 1922[21].
- Monument de Jay Cooke (1921), Jay Cooke Plaza, Duluth, Minnesota[22].

## Galerie

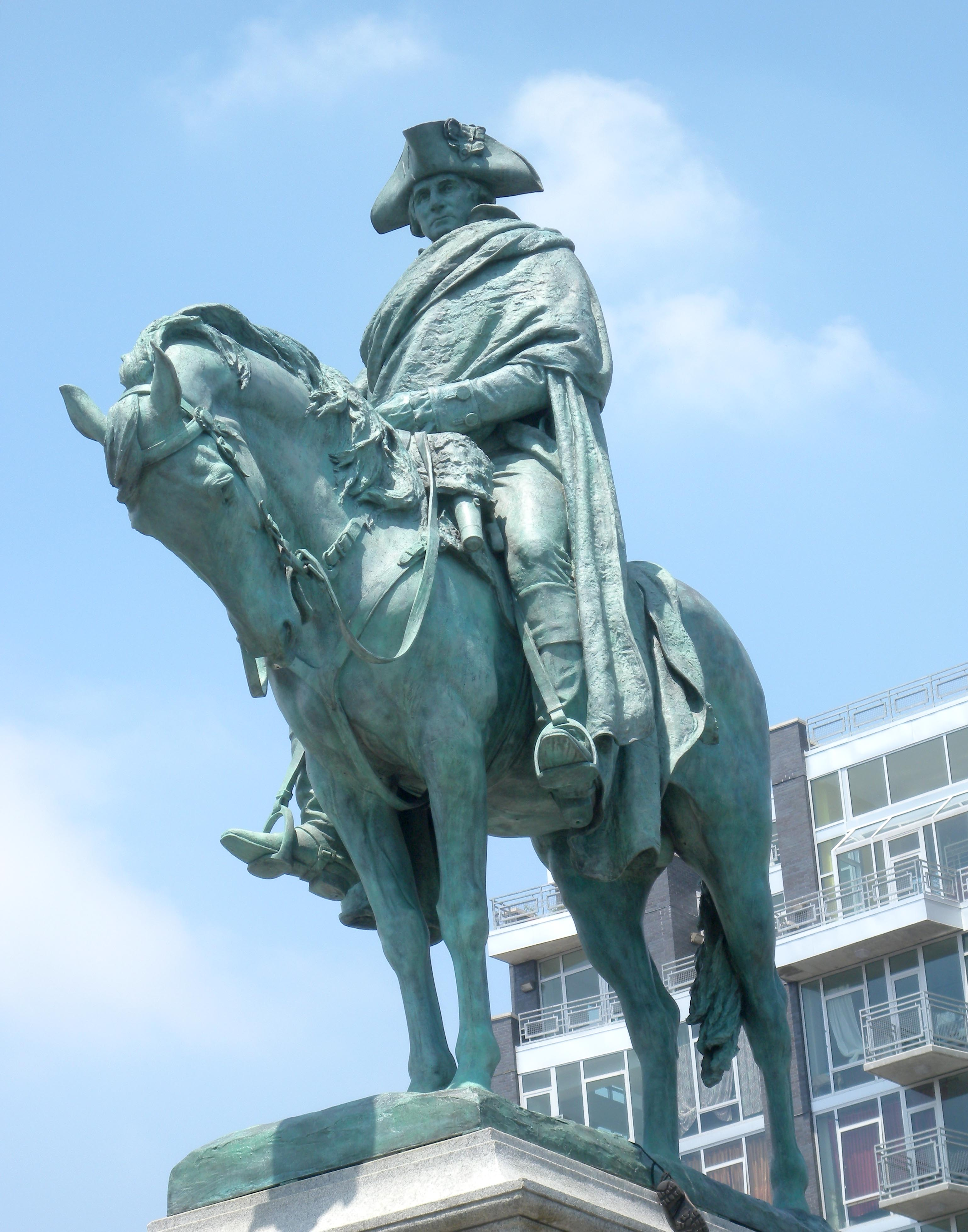
George Washington à Valley Forge (1901-2006), Continental Army Plaza, Brooklyn, New York.
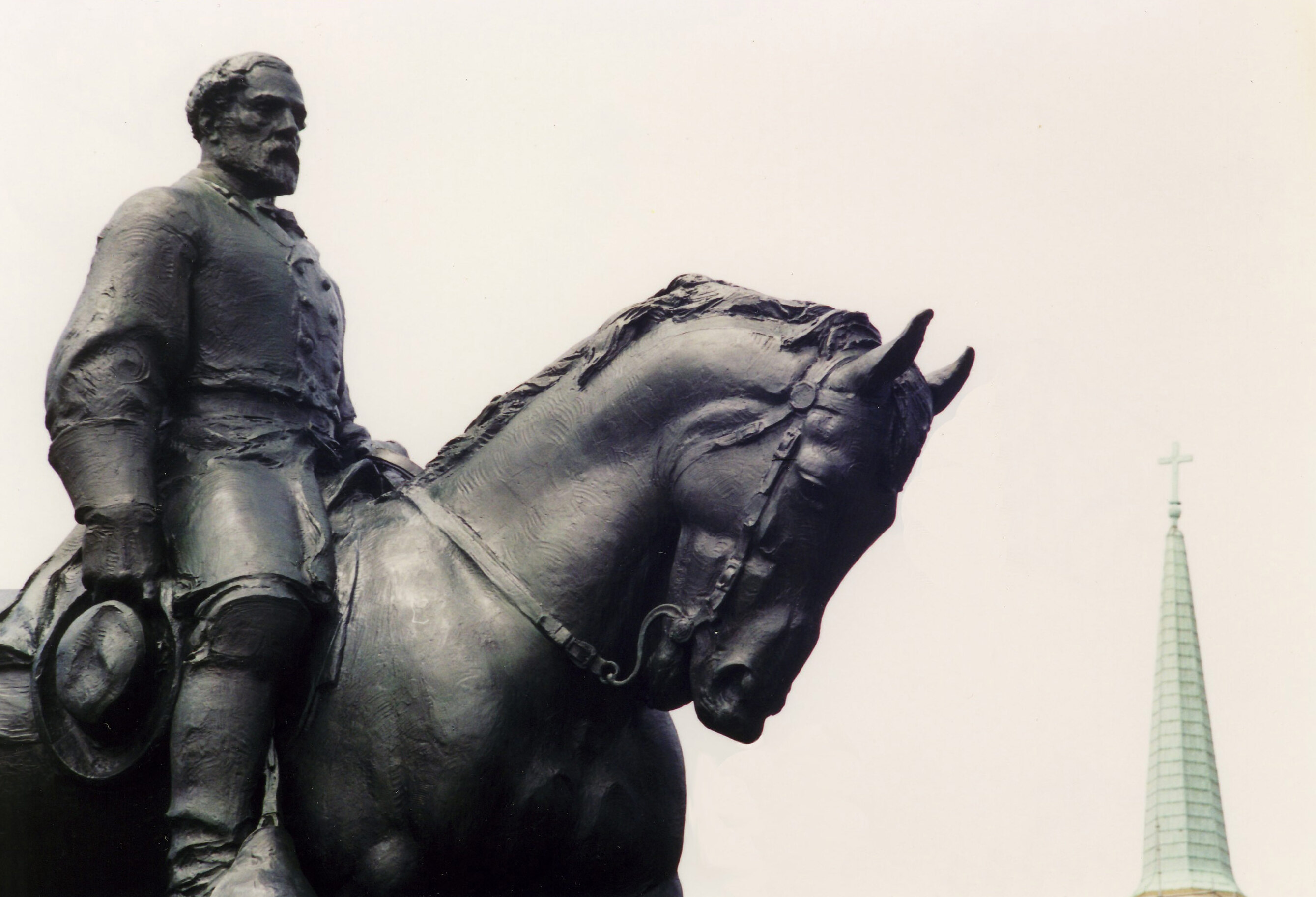
Robert E. Lee (1917-1924, achevé par Leo Lentelli ), Lee Park, Charlottesville, Virginie .
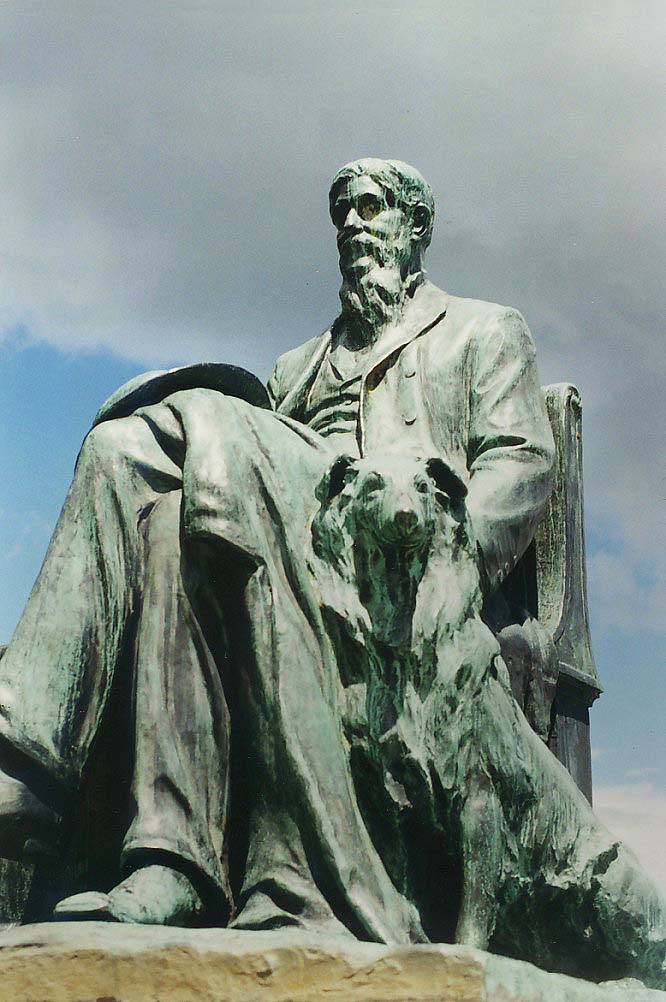
Monument de Jay Cooke (1921), Jay Cooke Plaza, Duluth, Minnesota .
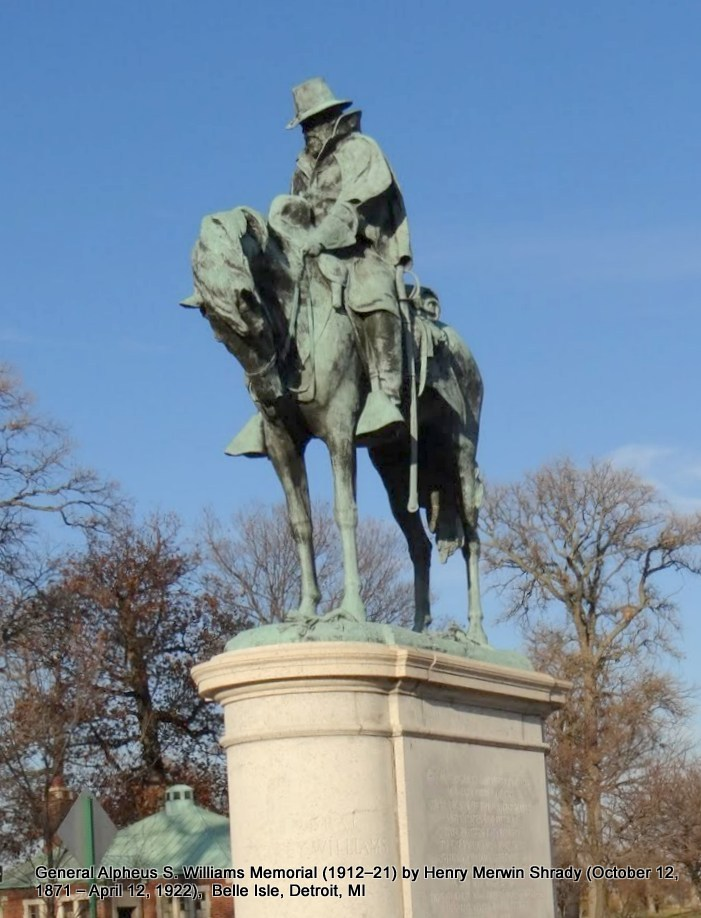
Général Alpheus Starkey Williams Memorial (1810 - 1878) Henry Merwin Shady (1912-1921) Belle Isle Park, Détroit, Michigan